# Agnes Kane Callum
Agnes Kane Callum (24 de febrer de 1925 a Baltimore, Maryland - 22 de juliol de 2015 a Baltimore) fou una genealogista i historiadora coneguda per la seva recerca sobre la història afroamericana de Maryland. Fou membre fundadora de la Societat afroamericana de genealogia i història i una columnista freqüent de la The Catholic Review. També va ser l'editora fundadora de la revista de genealogia negra Flower of the Forest. El 2014 Agnes Callum fou reconeguda en la Maryland Women's Hall of Fame.

## Infància, joventut i educació
Va néixer a Baltimore el 24 de febrer de 1925, filla de Phillip Moten Kane i Mary Gough Kane. El seu avi patern, Henry Kane va néixer com esclau a la Plantació Sotterley del comtat de St. Mary de Maryland.
Després d'estudiar a escoles públiques de Baltimore, va treballar en diverses feines com a exemple coma venedora de cosmètics, corredora d'assegurances, infermera en pràctiques i secretària nocturna del Servei Postal dels Estats Units. Fou activa en la seva comunitat, apuntant-se a la Eastside Democratic Organization, fundant una associació veïnal anomenada "clean up for a better neighborhood" i organitzant viatges educatius pels infants.
Als 44 anys va obtenir un màster en ciències socials a la Morgan State University. El 1973 va rebre una beca Fulbright i va estudiar a la Universitat de Ghana a Legon. Callum es va interessar en la història de la seva família mentre estava estudiant; llavors va escriure un article titulat "The Acquisition of Land by Free Blacks in St. Mary's County Maryland" per la seva classe d'història dels negres.

## Carrera professional
El 1979 va publicar el seu primer llibre, Kane-Butler Genealogy: History of a Black Family. Després va publicar molts llibres en els que va documentar les connexions entre els esclaus i els seus propietaris a Maryland i a les Tropes Negres dels Estats Units de Maryland. Ella també va escriure molts articles a la Catholic Review sobre el rol dels afroamericans en el Maryland colonial.
El 1982 va fer una conferència a la conferència anual de l'Associació per l'Estudi de la Vida i Història Afroamericana (ASALH) titulada The Genealogy of a Slave Family of St. Mary's County. Maryland 1793-1900. Aquest mateix any va fundar la revista de genealogia afroamericana Flower of the Forest, que va rebre aquest nom per un tractant de terres del comtat de St. Mary que havia estat propietari de la família Butler durant 125 anys. Callum va editar i publicar aquesta revista durant 25 anys. Aquesta encara es va continuar publicant per internet fins al 2014.
Callum fou membre del Board of Trustees of the Sotterley Plantation, membre fundadora del capítol de Baltimore de la Societat Genealògica i Històrica Afroamericana i membre fundadora de la Comissió per a coordinar l'estudi, commemoració i impacte de la història de l'esclavitud i el seu llegat a Maryland.
La recerca de Callum ha ajudat a moltes persones tque busquen els seus ancestres esclaus de Maryland. Va documentar la història de l'església de St. Francis Xavier d'East Baltimore, la primera parròquia oficialment establerta per afroamericans. La seva recerca sobre la vida dels esclaus a la Plantació Sotterley ha estat la base del programa educatiu "Slavery to Freedom" de Sotterley.

## Vida personal
El seu marit, Solomon Melvin Callum, va morir el 1975.

## Mort i memorials
Va morir a Baltimore el 22 de juliol de 2015, degut complicacions de la malaltia de Parkinson.
El 2006 es va donar una col·lecció completa de les seves obres publicades al Reginal F. Lewis Museum of Maryland African American History & Culture. El 2007 la secció de Baltimore de la Societat Genealògica d'Història i Genealogia Afroamericana fou nomenat com Secció Agnes Kane Callum en el seu honor. El 2008 va rebre un doctorat honoris causa en història pel St. Mary's College of Maryland. El 2017 se li va dedicar l'exhibició Slave Cabin a la Plantació Sotterley.

## Obres

### Llibres
- Kane-Butler Genealogy: History of a Black Family.  Callum, 1979. OCLC 5446165.
- Colored Volunteers of Maryland, Civil War, 7th Regiment, United States Colored Troops, 1863-1866.  Baltimore: Mullac, 1990. OCLC 21815242.
- Slave Statistics of Saint Mary's County, Maryland, 1864: Commissioner George B. Dent.  Baltimore: Mullac, 1993. OCLC 28946780.
- Black Marriages of Anne Arundel County, Maryland, 1851 to 1886.  Baltimore: Mullac, 1994. OCLC 41248163.
- Colored Volunteers of Maryland: Bounty Records of 9th Regiment, United States Colored Troops, 1863-1866.  Baltimore: Mullac, 1998. OCLC 43620215.
- 9th Regiment United States Colored Troops, Volunteers of Maryland, Civil War, 1863-1866.  Baltimore: Mullac Publishers, 1999. OCLC 43325071.
- Societies, clubs, lodges, savings, unions and churches of the Register of signatures of depositors in the branches of the Freedmans and Trust [i.e. Freedman's Savings and Trust] Company, 1865-1874: Baltimore, Maryland.  Baltimore: Mullac, 2005. OCLC 61932057.